# Benjamin Lahusen
Benjamin Lahusen (* 1979 in Stuttgart) ist ein deutscher Rechtswissenschaftler.
Lahusen studierte an den Universitäten Tübingen, Lausanne, Berlin (HU) und New York (Columbia) Rechtswissenschaft. Nach dem ersten Staatsexamen war er drei Jahre Doktorand am Max-Planck-Institut für europäische Rechtsgeschichte in Frankfurt am Main. Anschließend war er Referendar am Berliner Kammergericht und arbeitete nach bestandenem 2. Staatsexamen fünf Jahre lang als wissenschaftlicher Mitarbeiter an der Universität Rostock. Von 2015 bis 2020 war er Nachwuchsgruppenleiter an der juristischen Fakultät der Humboldt-Universität zu Berlin. Seit 2020 leitet er die Geschäftsstelle der Beratenden Kommission im Zusammenhang mit der Rückgabe NS-verfolgungsbedingt entzogenen Kulturguts, insbesondere aus jüdischem Besitz. Seit dem Wintersemester 2021/22 lehrt er als Professor für Bürgerliches Recht und Neuere Rechtsgeschichte an der Viadrina in Frankfurt (Oder).
Seine Forschungsgebiete sind Rechtsgeschichte und Rechtstheorie der Neuzeit. 2007 gründete er gemeinsam mit Rainer Maria Kiesow, Regina Ogorek und Dieter Simon die Zeitschrift Myops.

## Veröffentlichungen (Auswahl)
- „Der Dienstbetrieb ist nicht gestört.“ Die Deutschen und ihre Justiz 1943–1948. C.H. Beck, München 2022, ISBN 978-3-406-79026-3.[1]
- (Hrsg. mit Julia Eichenberg, Marcus M. Payk und Kim Christian Priemel): Zeithistorische Forschungen 16 (2019), Heft 2: Zeitgeschichte des Rechts.
- (Hrsg. mit Hans-Georg Herrmann, Thilo Ramm, Stefan Christoph Saar): Nationalsozialismus und Recht. Zweite und Dritte Babelsberger Gespräche. Nomos, Baden-Baden 2018.
- Alles Recht geht vom Volksgeist aus. Friedrich Carl von Savigny und die moderne Rechtswissenschaft. Nicolai, Berlin 2012.
- Rechtspositivismus und juristische Methode. Betrachtungen aus dem Alltag einer Vernunftehe. Velbrück, Weilerswist 2011.
- Vom hard law zum soft law und wieder zurück? Die Rückerstattung nationalsozialistischer Raubkunst seit 1945. In: myops. Berichte aus der Welt des Rechts. Heft 46 (2022), S. 4–21 (Antrittsvorlesung an der Europa-Universität Viadrina Frankfurt (Oder)).